# Разин, Александр Николаевич
Александр Николаевич Разин (бел. Аляксандр Мікалаевіч Разін; 1 января 1955, Брест, СССР) — советский и белорусский футболист, тренер и функционер.

## Карьера
Выступал на позиции защитника. Большую часть своей карьеры провел в брестском «Динамо». После окончания карьеры был начальником команды и входил в её тренерский штаб. В начале девяностых Александр Разин занялся бизнесом и организовал первый в Беларуси Duty Free. В 1997 году он вернулся в футбол и возглавил выступавшее в Высшей лиге брестское «Динамо». Позднее работал на тренерских и руководящих должностях во многих ведущих клубах страны. С 2009 года Разин работает с молодёжной командой ФК «Минск».

## Семья
Сын Александра Разина Андрей (род. 1979) также стал футболистом. Он выступал за белорусские и российские команды, а также вызывался в молодёжную сборную страны. Начинал он свою карьеру у отца в «Динамо», а в дальнейшем Разины вместе работали в «Минске».